# Костецький Сергій
Сергі́й Косте́цький (* 25 травня 1910 — † зима-весна 1941, біля села Славське Сколівського району).

## З життєпису
Пластун 11-го куреня ім. І. Мазепи (Станіславів), 10-го куреня УУСП «Чорноморці», 9-го куреня ім. 22 січня 1918 (Краків).
Член підпільного Пласту та таємного Пластового центру.
Взяв активну участь у діяльності Союзу українських студентських організацій у Польщі.
20 березня 1939 арештований польською владою за націоналістичну діяльність.
У 1939-41 роках співпрацював з Ріком Ярим, був кур'єром ОУН між Краковом і Львовом.
У лютому-березні 1941 при спробі перейти кордон за дорученням Пластового центру з Галичини у Закарпаття загинув у бою з більшовицькою заставою.
За іншою версією — загинув 4 грудня 1940.